# Эпплтон, Майкл
Майкл Э́нтони Э́пплтон (англ. Michael Antony Appleton; род. 4 декабря 1975, Солфорд, Большой Манчестер) — английский футболист и футбольный тренер. В качестве игрока выступал за английские клубы «Манчестер Юнайтед», «Уимблдон», «Линкольн Сити», «Гримсби Таун», «Престон Норт Энд» и «Вест Бромвич Альбион».
После завершения карьеры игрока был главным тренером (или исполняющим обязанности главного тренера) английских клубов «Вест Бромвич Альбион», «Портсмут», «Блэкпул», «Оксфорд Юнайтед», «Лестер Сити», «Линкольн Сити», «Блэкпул», «Чарльтон Атлетик» и «Шрусбери Таун».

## Карьера игрока
Уроженец Солфорда, Эпплтон окончил начальную школу Сидли и среднюю школу Буле-Хилл (также в Солфорде). Играл в футбол за школьные команды. С детства был болельщиком «Манчестер Юнайтед». В июле 1992 года подписал любительский контракт с клубом. Выступал за футбольную академию «Манчестер Юнайтед», в июле 1994 года подписал с клубом профессиональный контракт.
Долго не мог пробиться в основной состав и в поисках игровой практики отправился в аренду в клуб «Уимблдон», сыграв за команду в Кубке Интертото. В сезоне 1995/96 также провёл месяц в аренде в клубе «Линкольн Сити».
23 октября 1996 года дебютировал в основном составе «Манчестер Юнайтед» в матче Кубка Футбольной лиги против клуба «Суиндон Таун». Месяц спустя провёл ещё одну игру за «Юнайтед», также в Кубке Футбольной лиги, против «Лестер Сити». После этих двух матчей больше за «Манчестер Юнайтед» не играл.
В январе 1997 года отправился в двухмесячную аренду в клуб «Гримсби Таун», где забил 3 гола в 10 матчах чемпионата. В марте 1997 года вернулся в «Манчестер Юнайтед».
В августе 1997 года «Престон Норт Энд» купил Эпплтона у «Манчестер Юнайтед» за 500 тысяч фунтов (клубный рекорд). Майкл провёл в составе «неуязвимых» три с половиной сезона, сыграв 145 матчей и забив 15 голов. В сезоне 1999/2000 помог команде выиграть Второй дивизион и квалифицироваться в Первый дивизион.
В январе 2001 года перешёл в клуб «Вест Бромвич Альбион» за 750 тысяч фунтов, подписав контракт до 2004 года. Дебютировал за «дроздов» 20 января 2001 года в матче Первого дивизиона против «Шеффилд Юнайтед». К началу сезона 2001/02 закрепился в основном составе, однако 19 ноября 2001 года на тренировке команды получил тяжёлую травму — разрыв задней крестообразной связки колена. На поле он вернулся только в феврале 2003 года в матче резервистов «Альбион» против резервной команды «Манчестер Юнайтед». В ноябре 2003 года, спустя два года после травмы колена, Эпплтон объявил о завершении карьеры игрока в возрасте 27 лет. Главный тренер «Вест Бромвич Альбион» Гари Мегсон так прокомментировал эту новость: «Один из самых грустных дней, которые у меня были в роли главного тренера. Футбол потерял игрока высокого уровня». Всего Эпплтон провёл за «Вест Бромвич Альбион» 38 матчей (все — в 2001 году).

## Тренерская карьера
После травмы колена, завершившей его игровую карьеру, Майкл Эпплтон остался в клубе «Вест Бромвич Альбион» в качестве одного из тренеров. На протяжении пяти лет он тренировал юношеские команды клуба. В июне 2009 года стал тренером основного состава. После увольнения Роберто Ди Маттео 6 февраля 2011 года Эпплтон был назначен исполняющим обязанности главного тренера. Под его руководством команда провела только один матч, сыграв вничью против «Вест Хэм Юнайтед» со счётом 3:3.
10 ноября 2011 года был назначен главным тренером «Портсмута», подписав контракт на три с половиной года. После того как в марте 2012 года клуб попал под внешнее управление, Эпплтон заявил, что не подаст в отставку и будет «сражаться до конца». По итогам сезона 2011/12 «Портсмут» выбыл из Чемпионшипа, однако Эпплтон остался в должности главного тренера.
7 ноября 2012 года Майкл Эпплтон был назначен главным тренером «Блэкпула». Руководил командой на протяжении 12 матчей (2 победы, 8 ничьих и 2 поражения). 11 января 2013 года покинул пост главного тренера клуба. Он стал рекордсменом «Блэкпула» как главный тренер, который руководил клубом самое короткое время за всю его историю (65 дней).
11 января 2013 года был назначен главным тренером клуба «Блэкберн Роверс». 16 февраля 2013 года команда под руководством Эпплтона сенсационно обыграла клуб Премьер-лиги «Арсенал» в пятом раунде Кубка Англии на стадионе «Эмирейтс». 19 марта 2013 года, после серии плохих результатов в Чемпионшипе, Эпплтон был уволен с поста главного тренера «Роверс». В «Блэкберн Роверс» он провёл 67 дней, на два дня больше, чем в «Блэкпуле». На момент его увольнения команда занимала 18-е место в турнирной таблице Чемпионшипа.
4 июля 2014 года Майкл Эпплтон был назначен главным тренером клуба «Оксфорд Юнайтед». В сезоне 2014/15 команда под его руководством заняла 13-е место в Лиге 2. В сезоне 2015/16 «Оксфорд Юнайтед» занял второе место в Лиге 2, набрав 86 очков, и получил право на автоматическое повышение в Лигу 1. В том же сезоне команда дошла до финала Трофея Футбольной лиги, в котором проиграла клубу «Барнсли». Год спустя клуб опять сыграл в финале Трофея АФЛ, но вновь проиграл в нём, на этот раз — клубу «Ковентри Сити»; в Лиге 1 команда заняла восьмое место.
20 июня 2017 года Эпплтон был назначен ассистентом главного тренера клуба Премьер-лиги «Лестер Сити» Крейга Шекспира. После увольнения Шекспира в октябре 2017 года Эпплтон на протяжении двух матчей был исполняющим обязанности главного тренера «лис», в которых «Лестер Сити» одержал две победы. Затем его сменил Клод Пюэль, а Эпплтон стал его ассистентом. 30 июня 2018 года Эпплтон покинул тренерский штаб «Лестер Сити».
26 апреля 2019 года Майкл Эпплтон вошёл в тренерский штаб клуба «Вест Бромвич Альбион». 5 августа 2019 года он был назначен главным тренером команды «Вест Бромвич Альбион» до 23 лет.
23 сентября 2019 года был назначен главным тренером клуба «Линкольн Сити». Руководил командой три сезона. 30 апреля 2022 года стало известно, что он покинет должность главного тренера клуба.
17 июня 2022 года во второй раз был назначен главным тренером клуба «Блэкпул», подписав контракт до июня 2026 года. Однако уже через семь месяцев, 18 января 2023 года, его уволили из-за плохих результатов команды: он одержал лишь одну победу в одиннадцати матчах, а клуб находился на 23-м месте турнирной таблицы Чемпионшипа, в зоне выбывания в Лигу 1.
8 сентября 2023 года был назначен главным тренером клуба «Чарльтон Атлетик». 23 января 2024 года был уволен, не одержав ни одной победы в 12 матчах.

## Судебный иск
В июне 2005 года Майкл Эпплтон заявил, что подаёт иск в суд на хирурга, из-за которого, по его мнению, преждевременно завершилась его игровая карьера. В июне 2007 года «Вест Бромвич Альбион» подал иск о возмещении ущерба на сумму 1 млн фунтов против хирурга-ортопеда Медхета Мохаммеда эль-Сафти (Medhet Mohammed El-Safty), которого клуб охарактеризовал как «халатного». Отмечалось, что в случае удовлетворения иска «Вест Бромвич Альбион» появился бы прецедент, после которого было бы подано множество похожих исков другими клубами.
Слушания по иску Майкла Эпплтона против хирурга эль-Сафти прошли в Манчестере, со стороны Эпплтона свидетельские показания предоставил его бывший тренер сэр Алекс Фергюсон, а также бывшие одноклубники Райан Гиггз и Гари Невилл. Судья признал вину хирурга и удовлетворил требования Эпплтона: 23 марта 2007 года суд постановил выплатить экс-футболисту 1,5 млн фунтов в качестве компенсации ущерба. Это стало одной из крупнейших компенсационных выплат, полученных английским футболистом. Хирург признал, что он неправильно прооперировал колено Эпплтона. Суд также признал, что Эпплтон мог заработать 500 тысяч фунтов стерлингов в год, если бы продолжал выступать за клуб Премьер-лиги, а его игровая карьера могла бы продлиться как минимум до 2009 года.

## Личная жизнь
13 июля 2021 года Майкл Эпплтон объявил, что у него обнаружили рак яичка и что он уходит в непродолжительный отпуск для восстановления после операции. В июне 2022 года стало известно, что он полностью восстановился.

## Тренерская статистика
Данные приведены по состоянию на 16 августа 2025 года
| Клуб                         | Начало работы    | Завершение работы | Показатели | Показатели | Показатели | Показатели | Показатели |
| Клуб                         | Начало работы    | Завершение работы | И          | В          | Н          | П          | % побед    |
| ---------------------------- | ---------------- | ----------------- | ---------- | ---------- | ---------- | ---------- | ---------- |
| Вест Бромвич Альбион (и. о.) | 6 февраля 2011   | 14 февраля 2011   | 1          | 0          | 1          | 0          | 000,0      |
| Портсмут                     | 10 ноября 2011   | 7 ноября 2012     | 51         | 13         | 11         | 27         | 025,5      |
| Блэкпул                      | 7 ноября 2012    | 11 января 2013    | 12         | 2          | 8          | 2          | 016,7      |
| Блэкберн Роверс              | 11 января 2013   | 19 марта 2013     | 15         | 4          | 5          | 6          | 026,7      |
| Оксфорд Юнайтед              | 4 июля 2014      | 20 июня 2017      | 173        | 78         | 46         | 49         | 045,1      |
| Лестер Сити (и. о.)          | 17 октября 2017  | 25 октября 2017   | 2          | 2          | 0          | 0          | 100,0      |
| Линкольн Сити                | 23 сентября 2019 | 30 апреля 2022    | 143        | 55         | 33         | 55         | 038,5      |
| Блэкпул                      | 17 июня 2022     | 18 января 2023    | 29         | 7          | 9          | 13         | 024,1      |
| Чарльтон Атлетик             | 8 сентября 2023  | 23 января 2024    | 28         | 8          | 11         | 9          | 028,6      |
| Шрусбери Таун                | 26 марта 2025    |                   | 13         | 1          | 3          | 9          | 007,7      |
| Итого                        | Итого            | Итого             | 467        | 170        | 127        | 170        | 036,4      |

## Достижения

### Достижения в качестве игрока
- Награда Дензила Харуна лучшему резервисту года: 1995/96

### Тренерские достижения
«Оксфорд Юнайтед»
- Вице-чемпион Лиги 2 (повышение в Лигу 1): 2015/16
- Финалист Трофея Английской футбольной лиги: 2015/16, 2016/17